# Luigi Giglio
Luís Lilio (Luigi Lilio or Giglio, em latim Aloysius Lilius circa 1510 em Cirò, Calabria (provincia de Crotone – 1576, talvez em Roma) foi um médico, filósofo, astrónomo e cronologista italiano.
Sabe-se muito pouco sobre sua vida, e o pouco que se descobre encontra-se nos seus escritos. Vinha de Calabria. Estudou medicina em Nápoles, onde entrou ao serviço do Conde de Carafa. Em 1552 foi nomeado mestre de conferências da Universidade de Perúgia.
Com seu irmão António foi o principal autor da reforma do calendário gregoriano, promulgada em 1582. Publicou seus estudos sobre esta questão em 1577 sob o título de Compendium novae rationis restituendi kalendarium, os quais conduziram, depois de exame pela comissão apostólica e algumas correções propostas pelo padre jesuíta Cristóvão Clávio, ao calendário actualmente em vigor.
François Viète criticou a interpretação que Clávio fez dos estudos de Giglio.
Em homenagem à obra deste sábio, deu-se seu nome (Lilius) a uma cratera da Lua e ao asteroide 2346 Lilio.